# Laura Wheeler Waring
Laura Wheeler Waring (geboren 16. Mai 1887 in Hartford; gestorben 3. Februar 1948 in Philadelphia) war eine afro-amerikanische Künstlerin und Pädagogin, die für ihre Porträts von prominenten Afroamerikanern aus der Zeit der Harlem Renaissance bekannt wurde. Über 30 Jahre lehrte sie im Fach Kunst an der Cheyney University of Pennsylvania.

## Familie und Kindheit

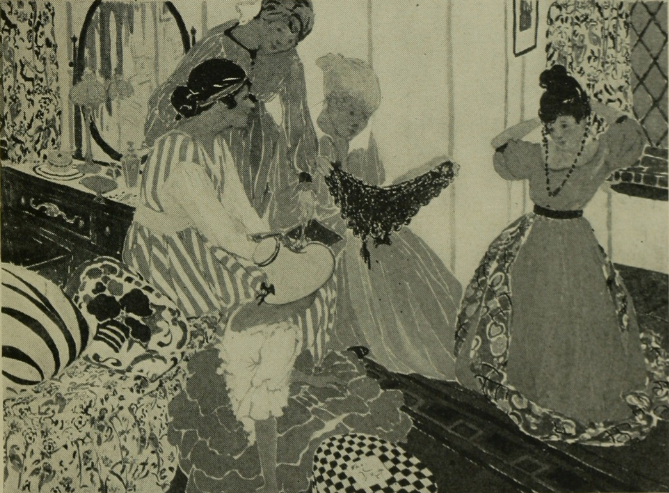
Black and white reproduction of Heirlooms, 1916 New York Watercolor Club Exhibition

Laura Wheeler war das vierte von sechs Kindern des Ehepaares Mary (geborene Freeman) und Reverend Robert Foster Wheeler. Die Eltern ihrer Mutter waren führende Mitglieder der amerikanischen Bewegung für die Befreiung der Sklaven, unter anderem als Fluchthelfer bei der Underground Railroad in Portland (Maine) und Brooklyn, New York. Ihr Vater war Pfarrer an der afroamerikanischen Talcott Street Congregational Church, der ersten Kirche in Connecticut, die alle Kirchgänger gleich behandelte.

## Bildung und Studium
1906 machte sie ihren Abschluss an der Hartford Public High School in Hartford (Connecticut). Danach wurde sie von der Kunstschule Pennsylvania Academy of the Fine Arts in Philadelphia, Pennsylvania aufgenommen. Neben ihrem Studium unterrichtete sie in Teilzeit Kunst und Musik an der pädagogischen Hochschule Cheyney Training School for Teachers in Philadelphia, der ältesten Hochschule für Afro-Amerikaner in den USA, die heute als Cheyney University of Pennsylvania bekannt ist. Dort arbeitete sie außerdem abends und an Wochenenden im Internatsbereich mit und konnte deshalb wenig Zeit für ihre eigene Entwicklung als Künstlerin aufbringen. 
Mit ihrem Abschluss im Jahr 1914 gehörte sie der sechsten Generation ihrer Familie an, die ein Hochschulstudium abgeschlossen hat. Anschließend erhielt sie ein Reisestipendium, das  William E. Cresson Memorial Scholarship der Pennsylvania Academy of the Fine Arts, mit dem sie nach Europa reisen konnte.

## Reisen nach Europa
Als Afroamerikanerin schätze Waring die gesellschaftlichen Freiheiten, die sie in Europa erlebte, sehr. Ihr eher konventioneller Stil wurde jedoch von modernen europäischen Kunstrichtungen dabei wenig beeinflusst. Die Reisen sorgten für eine breitere Bekanntheit in US-amerikanischen Kunstkreisen und brachten sie mit aktiven Vertreten der Harlem Renaissance in Kontakt.
Sie kam drei Mal in ihrem Leben nach Europa und hielt sich jedes Mal für längere Zeit in Paris auf. Mit dem Reisestipendium war sie zum ersten Mal 1914 für zweieinhalb Monate allein nach Europa gereist. In den Jahren 1924 bis 1925 verbrachte sie fünfzehn Monate in der Gesellschaft von Freunden in Frankreich und nach ihrer Hochzeit mit Walter Waring weilte das Ehepaar im Jahr 1929 zweieinhalb Monate in Paris.

### 1914
Zunächst reiste Waring per Schiff nach Großbritannien und fuhr nach London, wo sie Museen und Sehenswürdigkeiten besuchte. Dann fuhr sie weiter nach Paris und bezog ein Zimmer im Künstlerviertel Rive Gauche. Im Louvre interessiert sie sich besonders für die Werke der Impressionisten wie Edgar Degas, Claude Monet, Édouard Manet, Jean-Baptiste Camille Corot und Paul Cézanne. In ihrem Reisebericht für die Pennsylvania Academy schrieb sie im Oktober: 
"I thought again and again how little of the beauty of really great pictures is revealed in the reproductions which we see and how freely and with what ease the great masters paint." 
Obwohl sie in jener Zeit selbst wenig malte, machte sie Notizen und Zeichnungen. Inspiriert von ihren häufigen Aufenthalten im Jardin du Luxembourg, malte sie später das Ölgemälde Le Parc Du Luxembourg (1918). 
In Paris traf sie sich mit anderen Afroamerikanern, unter anderem mit Henry Ossawa Tanner, einem  Künstler, der aus Pennsylvania stammte, sich aber auf Grund des Rassismus in den Vereinigten Staaten im Jahr 1895 in Paris niedergelassen hatte.
Obwohl Waring geplant hatte, in die Schweiz, nach Italien, Deutschland und in die Niederlande weiterzureisen, wurden diese Pläne durch den Ausbruch des Ersten Weltkrieges verhindert. Mitte August verließ sie Frankreich und machte eine kurze Reise durch Städte in England und Schottland.

### 1924 bis 1925
Im Juni 1924 reiste Waring zusammen mit der afroamerikanischen Opernsängerin Lillian Evanti und der Künstlerin Helen Wheatland direkt nach Frankreich. Durch die Freundschaft mit Tanner und seiner Frau lernte sie auch wieder Kulturschaffende kennen, die der Harlem Renaissance nah standen, wie  Alain LeRoy Locke und Langston Hughes. Zu den Begegnungen gehörte auch der Aktivist und Historiker Rayford Logan, der Komponist Henry Thacker Burleigh, der Opernsänger Roland Hayes, der jamaikanische Dichter Claude McKay und der Franzose René Maran, der erste schwarze Schriftsteller, der den Prix Goncourt gewann.
Der zweite Aufenthalt markierte einen Wendepunkt nicht nur in ihrem künstlerischen Stil, sondern in ihrem beruflichen Werdegang. Selbst bezeichnete sie diese Zeit als ausschließlich auf die Kunst fokussiert, als „die einzige Periode von ungestörtem Leben als Künstlerin in einer Umgebung neben Gleichgesinnten, die ständig für Anregung und Inspiration sorgte.“ In dieser Zeit tauchte sie in die französische Kultur und Lebensart ein. Ermutigt von Tanner, malte sie viele Porträtbilder und nahm an Malkursen der Académie de la Grande Chaumière teil. Statt weiche Pastelltöne wählte sie nun eine eher lebhafte und realistische Methode. Bezeichnend für diese Wendung ist nach Meinung von Kunsthistorikern das Ölgemälde Houses at Semur, France (1925).
Neben dem Malen schrieb und illustrierte Waring in dieser Zeit eine Kurzgeschichte mit dem Titel Dark Algiers and White zusammen mit ihrer Freundin Jessie Redmon Fauset, die als Publizistin schon eine wichtige Rolle in der Harlem Renaissance spielte.

### 1929
Während ihrer verspäteten Hochzeitsreise fand Waring wieder Inspiration im Louvre. So arbeitete sie an Illustrationen für die Weihnachtsausgabe von The Crisis nach dem Motiv der Anbetung des Jesuskindes durch die Heiligen Drei Könige, in der der schwarze Balthasar hervorgehoben wird, und nahm außerdem an einer Ausstellung in einer Pariser Galerie teil.

## Berufliches Engagement und Erfolg als Künstlerin
Nach ihrer Rückkehr aus Europa im Jahr 1914 bekam Waring Aufträge für Illustrationen in Publikationen aus dem Umfeld der Harlem Renaissance. Für die 1910 gegründete offizielle Monatszeitschrift der Bürgerrechtsorganisation National Association for the Advancement of Colored People (NAACP), The Crisis, steuerte sie viele Illustrationen bei. Für die Jugendbücher von Mary White Ovington, einer Mitbegründerin der NAACP, gestaltete sie einige Buchumschläge, sowie auch für Werke von afroamerikanischen Autoren wie Cordelia Ray und Paul Laurence Dunbar.  
In den Jahren 1920 bis 1921 illustrierte sie für die  Kinderzeitschrift The Brownies' Book, deren Ziel es war, das Selbstbewusstsein von afroamerikanischen Kindern zu stärken. Im Einklang mit der Philosophie des New Negro Movements war es für sie stets wichtig, eine realistische, nuancierte und erhebende Darstellung ihrer Sujets zu geben.
Auch nach dem zweiten Aufenthalt in Paris lieferte sie Illustrationen für The Crisis und korrespondierte regelmäßig darüber mit W. E. B. Du Bois.
Ab 1926 wuchs ihr Ruf als Künstlerin und dies brachte ihr Anerkennung und Preise ein. Ihre Werke wurden für die erste nationale Ausstellung afroamerikanischer Kunst ausgewählt, die 1927 von der philanthropischen Stiftung Harmon Foundation organisiert wurde.
Heute ist Waring vor allem für ihre Porträts von führenden Afroamerikanern, unter anderem auch Schlüsselfiguren der Harlem Renaissance, bekannt, die sie zusammen mit Betsy Graves Reyneau 1943 im Auftrag der Harmon Foundation malte. Diese Bilder, die den vorherrschenden stereotypischen Darstellungen von Afroamerikanern entgegenwirken sollten, wurden bis 1954 in 32 US-amerikanischen Städten gezeigt. Heute hängt eine Auswahl dieser Porträts in der National Portrait Gallery (Washington).
Einige ihrer Werke fanden auch den Weg in  Kunstsammlungen, wie  die Corcoran Gallery of Art in Washington, D.C., das Brooklyn Museum und das Philadelphia Museum of Art.

## Privatleben
Am 23. Juni 1927 heiratete Laura Wheeler Walter Waring, einen Lehrer für Französisch und Latein, der im staatlichen Schulsystem von Philadelphia arbeitete. Aus finanziellen Gründen mussten sie ihre Hochzeitsreise zwei Jahre hinausschieben und verbrachten dann zusammen über zwei Monate in Frankreich. Das Paar blieb kinderlos. Eine Großnichte von Laura Waring, Madeline Murphy Raab, ist Kunstsammlerin und hält einige Werke von Waring im Privatbesitz.

## Tod
Wheeler-Waring starb am 3. Februar 1948 zu Hause in Philadelphia nach längerer Krankheit. Schon ein Jahr später wurde ihr in der Kunstgalerie der Howard University in Washington, D.C., der bekanntesten amerikanischen Universität für Afroamerikaner, eine Ausstellung gewidmet.

## Wichtige Werke
- Anna Washington Derry (1927)[14]
- A Dance in the Round (1935)
- Nude in Relief (1937)
- Heirlooms (watercolor) (1916)[1]
- Portrait of Alma Thomas (1945)[15]

## Ausgewählte Porträts
|                  |                      |                       |
| W. E. B. Du Bois | James Weldon Johnson | Anna Washington Derry |